# 열차 안의 낯선 자들 (소설)
열차 안의 낯선 자들(Strangers on a Train)은 1950년 출판된 퍼트리샤 하이스미스의 소설로, 작가의 데뷔작이다. 1951년 앨프리드 히치콕 감독에 의해 영화화되었다.

## 줄거리
아내와 이혼하기를 원하는 건축가 가이 헤인즈는 고향으로 향하는 기차 안에서 찰스 브루노라는 이름의 청년을 만난다. 가이는 찰스에게 자신의 이혼 요구에 응해주지 않는 아내 미리엄에 대한 이야기를 털어놓고, 찰스는 그에게 뜻밖의 제안을 한다. 그것은 찰스가 가이의 아내를 죽이고, 가이가 찰스의 아버지를 죽인다는- 이른바 "교환 살인"을 하자는 제의였다. 가이는 찰스의 제안을 진지하게 받아들이지 않지만 찰스의 아내를 살해하고 마는데...
참고 : 미국 드라마, 캐슬에서도 비슷한 플롯이 등장하였다. 캐슬에서는 배에서 만난 두 사람이 교환 살인을 하고, 이를 캐슬이 추리하여 범인을 찾아낸다.

## 같이 보기
- 열차 안의 낯선 자들 (영화)